# The Little Minister (film, 1922)
Pour plus de détails, voir Fiche technique et Distribution.
The Little Minister est un film américain réalisé par David Smith et sorti en 1922.

## Fiche technique
- Réalisation : David Smith
- Scénario : C. Graham Baker, Harry Dittmar
- Producteur : Albert E. Smith
- Production : Vitagraph Company of America
- Photographie : Stephen Smith Jr.
- Durée : 6 bobines
- Date de sortie : 6 janvier 1922

## Distribution
- Alice Calhoun : Lady Babbie
- James Morrison : Gavin Dishart
- Henry Herbert : Lord Rintoul
- Alberta Lee : Margaret Dishart
- William McCall : Rob Dow
- Dorothea Wolbert : Nanny Webster
- Maud Emery : Jean
- George Stanley : Doctor McQueen
- Mickey Daniels : Micah Dow

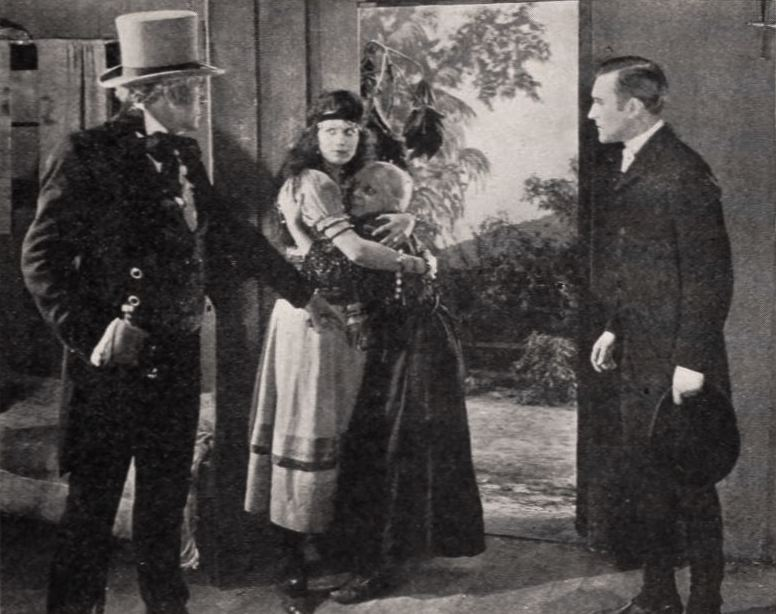
Alice Calhoun dans une scène du film.

- Charles Wheelock : Captain Halliwell